# Apfelbach (Geisa)
Apfelbach ist ein Ortsteil mit 8 Hofanlagen und etwa 30 Einwohnern, der Ortsteil gehört zur Einheitsgemeinde Geisa im Wartburgkreis in Thüringen. Apfelbach liegt an der hessisch-thüringischen Landesgrenze im nördlichen Teil der Rhön, der Kuppenrhön und liegt auch im Biosphärenreservat Rhön.

## Geografie
Apfelbach befindet sich im Südwesten des Kreises, etwa 32 Kilometer (Luftlinie) südwestlich der Kreisstadt Bad Salzungen und etwa sieben Kilometer südlich der Kernstadt Geisa.
Höchste Erhebungen in der Flur sind der Seelesberg – zu dem ein keilförmiger Waldstreifen bis zum Grenzstein 505 reicht (625 m ü. NN), ebenfalls nur anteilig zugehörig ist der Spahler Berg  (423,4 m ü. NN) und der Geisaer Berg (412,6 m ü. NN).
Östlich der Ortslage markiert der namensgebende Apfelbach einen etwa 1,5 km langen Abschnitt der Landesgrenze, dieser Quellbach zählt zum Flussgebiet der Werra. Die Wasserführung des Baches genügte bereits, um eine Mahlmühle am westlichen Ortsrand und die Schneidmühle bei Ketten betreiben zu können.

## Geschichte
Das Gebiet der Rhön wurde im Hochmittelalter auch Buchonia genannt. Die gebirgige Landschaft wurde im Westen von Bonifatius (Einflussbereich der Reichsklöster Fulda und Hersfeld) sowie im Süden und Osten von Kilian (Bistum Würzburg) missioniert, woran noch zahlreiche Kirchengründungen und Flurnamen erinnern.
Apfelbach zählte seit dem 13. Jahrhundert zum fuldischen Amt Rockenstuhl, das erst im 17. Jahrhundert in die Stadt Geisa verlegt wurde. Die Pfarrkirche befand sich in Spahl.
Im Türkensteuerregister der Fürstabtei Fulda aus 1605 ist der Ort unter Namen Apffelbach mit 5 Familien erwähnt.
Enge Beziehungen bestanden auch zum Nachbarort Ketten. Die angrenzende Herrschaft Tann bildete im 16. Jahrhundert ein Zentrum der Reformation in der Rhön. Die Glaubenskämpfe und sozialen Spannungen tobten auch im oberen Ulstertal um Geisa, wobei die katholische Seite die Oberhand behielt. 1632 bis 1634 herrschte Wilhelm V. von Hessen-Kassel als Fürst von Buchen über das Reichsstift. Im Prager Frieden 1635 kam es zur Restitution des Reichsstifts. Unter Fürstabt Joachim von Gravenegg (1644–1671) wurden die zahlreichen Kriegsschäden im Fuldaer Gebiet behoben. Mit dem Reichsdeputationshauptschluss 1803 wurde das geistliche Fürstentum mit seinen Klöstern aufgelöst. Die fuldischen Besitzungen gingen an Friedrich Wilhelm von Oranien-Nassau, bis 1806 Napoleon I. die Provinz Fulda annektierte. 1810 wurde sie Teil des Großherzogtums Frankfurt.
Auf dem Wiener Kongress 1815 wurde die Provinz aufgelöst und nach einer einjährigen preußischen Verwaltung gelangte das „Geisaer Ländchen“ an das Großherzogtum Sachsen-Weimar-Eisenach.
Im Jahr 1955 lebten in Apfelbach 66 Einwohner.
Die Grenzlage verhinderte oft eine wirtschaftliche Entwicklung des Ortes, der heute aus 8 Gehöften und weiteren Einzelhäusern besteht. In Apfelbach befinden sich zwei landwirtschaftliche Haupterwerbsbetriebe. Tourismus besitzt einen zunehmenden Wert in der industriell noch nicht erschlossenen Grenzregion. Vom 25. März 1994 bis 31. Dezember 2008 bildete Reinhards zusammen mit Geismar, Ketten, Spahl, Walkes und Apfelbach die Gemeinde Rockenstuhl.
Ein bedeutender Teil der Flur entlang des Grenzstreifens wurde dem Naturschutz gewidmet und bildet die Pflegezone des Biosphärenreservates Rhön. Mit Bestürzung wurden deshalb im Sommer 2012 die Pläne einer Ausweitung des Schutzgebietes von der Bevölkerung aufgenommen. Diese beträfen auch die Ausweisung einer weiteren Kernzone im Waldgebiet am Selesberg. Im Sommer 2022 verabschiedeten zwei betroffene Landräte und 21 Bürgermeister, darunter die Bürgermeisterin von Geisa, die Rhöner Petition gegen verschärfende Regelungen im Biosphärenreservat Rhön. Davon und von 1400 Widersprüchen unbeeindruckt verabschiedete das noch von Bündnis 90/Die Grünen geführte Thüringer Umweltministerium im Herbst 2024 die überarbeitete Verordnung des Biosphärenreservates Thüringische Rhön. Sie trat am 1. Oktober 2024 in Kraft.
Vom 25. März 1994 bis zum 31. Dezember 2008 bildeten Geismar, Ketten, Spahl, Walkes, Reinhards und Apfelbach die Gemeinde Rockenstuhl.